# Ꞡ
La Ꞡ ( ꞡ minúscula ), o G con barra oblicua, es una letra adicional que se usó en la escritura del Idioma letón hasta 1921, cuando fue reemplazada por la G con coma debajo ‹ Ģ ›. Está formada por una G con una barra oblicua inscrita. No debe confundirse con la letra sami, G barrada, Ǥ.

## Codificación
Las formas se representan en Unicode como:
U+A7A0 Ꞡ LATIN CAPITAL LETTER G WITH OBLIQUE STROKE
U+A7A1 ꞡ LATIN SMALL LETTER G WITH OBLIQUE STROKE
Respectivamente.